# Capital Fund Management
Capital Fund Management (CFM) è una società privata di gestione di portafogli finanziari alternativi. Fondata nel 1991 da Jean-Pierre Aguilar, la CFM è stata gestita dal 1997 al 2003 da Didier Bouillard. CFM si è fusa nel 2000 con Science & Finance, società fondata nel 1994 da Jean-Philippe Bouchaud.  Dopo la morte di Jean-Pierre Aguilar nel luglio 2009, l'azienda è gestita da Jean-Philippe Bouchaud, Philippe Jordan, Marc Potters e Jacques Saulière. CFM è uno dei più grandi fondi di investimento francesi (Hedge Fund) con più di 220 dipendenti a Parigi, Londra, New York, Sydney e Tokyo e più di 10 miliardi di dollari in gestione nel luglio 2022.

## Storia
Fondata nel 1991 da Jean-Pierre Aguilar e Bruno Combier,  CFM si è fusa nel 2000 con Science & Finance, una società creata nel 1994 da Jean-Philippe Bouchaud come gruppo di ricerca di CFM e pioniera delle strategie di investimento quantitative e sistematiche. I programmi più vecchi di CFM utilizzano un approccio di investimento multistrategia e multi-asset. Nel 2013, CFM ha ampliato la propria offerta con una gamma di programmi beta alternativi che applicano tecniche quantitative e sistematiche a strategie di investimento alternative ben studiate.

### Fondazione CFM per la ricerca
Nel 2009 CFM ha creato la CFM Foundation for Research per supportare la comunità accademica fornendo contributi diretti a progetti di ricerca in un'ampia gamma di discipline al di là dell'obiettivo principale dell'azienda, la gestione degli investimenti. La Fondazione fornisce borse di studio per progetti di ricerca di dottorato, assiste nella pubblicazione di articoli accademici e aiuta nell'organizzazione di simposi.